# Dicastère pour les instituts de vie consacrée et les sociétés de vie apostolique
Le Dicastère pour les instituts de vie consacrée et les sociétés de vie apostolique est une congrégation de la Curie romaine chargée de tout ce qui concerne les instituts réguliers et les sociétés de vie apostolique.

## Histoire
Fondée par le pape Sixte V le 27 mai 1586 sous le nom de Congrégation des réguliers et confirmée dans sa constitution Immensa aeterni Dei, elle a été fondue dans la « Sacrée Congrégation pour les évêques et autres prélats » en 1601. En 1908, le pape Pie X lui rend son autonomie sous le nom de « congrégation des réguliers ».
Le pape Paul VI dans sa réforme de la curie en 1967, lui donne le nom de « Congrégation pour les Religieux et les Instituts séculiers » et élargit ses compétences. Elle prend son nom actuel en 1988, lorsque le pape Jean-Paul II redéfinit les attributions de la Curie par la constitution apostolique Pastor Bonus.
Depuis le 6 janvier 2025, son préfet est sœur Simona Brambilla — première femme à occuper la fonction de préfet d'un dicastère — avec Ángel Fernández Artime comme pro-préfet.

## Buts
Elle s'occupe de tout ce qui regarde les instituts de vie consacrée (ordres et congrégations religieuses, masculines et féminines, Instituts séculiers) et les sociétés de vie apostolique, leur gouvernement, discipline, études, biens, droits et privilèges.
En 2020, le cardinal João Braz de Aviz, préfet de la Congrégation pour les instituts de vie consacrée et les sociétés de vie apostolique, indique qu'il existe bien des prêtres abusant de religieuses mais  « il commence à apparaître des cas d’abus sexuels entre sœurs ». Il mentionne aussi des religieuses obligées de se prostituer pour survivre.

## Préfets depuis 1899
- Girolamo Maria Gotti (1899-1902)
- José de Calasanz Félix Santiago Vives y Tutó (1908-1913)
- Ottavio Cagiano de Azevedo (1913-1915)
- Domenico Serafini (1916)
- Diomede Falconio (1916-1917)
- Giulio Tonti (1917-1918)
- Raffaele Scapinelli di Leguigno (1918-1920)
- Teodoro Valfrè di Bonzo (1920-1922)
- Camillo Laurenti (1922-1928)
- Alexis-Henri-Marie Lépicier (1928-1935)
- Vincenzo La Puma (1935-1943)
- Luigi Lavitrano (1945-1950)
- Clemente Micara (1950-1953)
- Valerio Valeri (1953-1963)
- Ildebrando Antoniutti (1963-1973)
- Arturo Tabera Araoz (1973-1975)
- Eduardo Pironio (pro-préfet 1975-1976, préfet 1976-1984)
- Jean Jérôme Hamer (pro-préfet 1984-1985, préfet 1985-1992)
- Eduardo Martínez Somalo (1992-2004)
- Franc Rodé (2004-2011)
- João Bráz de Aviz (2011[3]-2025)
- Simona Brambilla (depuis 2025)
  - Ángel Fernández Artime, pro-préfet

## Composition actuelle du dicastère
Le dicastère a été renouvelé le 8 juillet 2019. Yvonne Reungoat est l'une des 7 premières femmes nommée dans ce dicastère.

## Composition de la congrégation en 2014

### Membres
La congrégation fut renouvelée en 29 mars 2014 comme suit :
- Cardinal préfet : João Bráz de Aviz
- Cardinaux membres de la congrégation : Norberto Rivera Carrera, Óscar Andrés Rodríguez Maradiaga, George Pell, Marc Ouellet, Luis Antonio Tagle, Gianfranco Ravasi, Fernando Filoni, Domenico Calcagno, Nicolás de Jesús López Rodríguez, Francis Eugene George, Wilfrid Fox Napier, Philippe Barbarin, Agostino Vallini, Sean Patrick O'Malley, Dominik Duka, Paolo Sardi, Giuseppe Versaldi.
- Évêques membres : Francesco Cacucci (it), Leo Jun Ikenaga (de), Francisco Chimoio (en), Gianfranco Agostino Gardin (it), Luis Gerardo Cabrera Herrera, Ricardo Blázquez Pérez, Joseph Tobin, Jaime Spengler; José Francisco Ulloa, Lucas Van Looy; Vicente Jiménez Zamora, Gregor Maria Hanke, John Corriveau, Kieran O'Reilly, Eusebio Hernández Sola.
- Prélats membres : P. Enrique Figaredo Alvargonzalez, P. Bruno Marin, P. Bruno Cadoré, P. Mauro Jöhri, P. Enrique Sánchez González, Fr. Emili Turú Rofes, Sac. Jacob Nampudakam
- Laïcs membres : Giorgio Mario Mazzola.

### Consultants
Le 16 juillet 2014 le pape renouvelle les consultants pour un mandat de cinq ans comme suit : Bruno Forte, Angelo Vincenzo Zani, Marcella Farina, José Cristo Rey García Paredes; Robert Geisinger, Loïc-Marie Le Bot, Marie-Dominique Melone, Pier Luigi Nava, Jesu Maria James Pudumai Doss, Bruno Secondin, Yuji Sugawara, Elena Lucia Bolchi.